# 園田健一
園田健一（日语：／ Sonoda Ken'ichi ?，1962年12月13日—），大阪府高石市出身的日本男性漫畫家、插畫家、同人作家。暱稱有「園」。

## 來歷、人物
大阪府立大津高等學校（今改名大阪府立泉大津高等學校）畢業，高中就讀期間，園田曾經和美術社的同學成立漫畫研究組（非正式的社團）。專門學校「難波設計學院（日语：なんばデザイナー学院）」時期，與高中時期漫畫研究組的同伴成立同人團體「VTOL」，從此以同人作家身分積極展開同人活動。當時，園田在位於大阪境內的紀伊國屋書店梅田店打工。由於園田他畫出來的美少女角色具有獨特的魅力而引發話題，因此，他為模型店「MUSASHIYA」的雜誌廣告、「GENERAL PRODUCTS」大阪店的兼職工作、商品海報等等繪製過許多商業美術用插圖。就在這個時候，他的成功抓住了動畫工作室ARTMIC所屬的機械設計師柿沼秀樹的注目，進而得到了模型雜誌《Model Graphix》連載作品《GALL FORCE》企劃的參加機會。然後，《GALL FORCE》因為融入了園田負責設計的角色其獨特魅力及經過洗鍊的機械設計，使得該作品獲得人氣並一舉成名的同時，決定製作動畫。之後，園田把活動據點搬到東京，並在柿沼的推薦之下加入ARTMIC，從此以人物設定一職參加過《GALL FORCE》、《吹泡糖危機》、《Wanna-Be's》等各類OVA作品。
不僅如此，園田在1989年發行的OVA動畫《Riding Bean》就一人擔任原作、監修，同時負責人物設定、機械設定及分鏡等工作。因此，園田是當年在所有的職業漫畫家中，少數為自己的漫畫在決定製作成通常30分鐘動畫時，同時兼任分鏡工作的漫畫家。此特色與《AKIRA》作者大友克洋、《黑色魔法M-66》作者和也是同人誌出身的士郎正宗可並列提及。
1987年上映的GAINAX原創動畫電影《王立宇宙軍 歐尼亞米斯之翼》中，園田曾經以特別設計師身份負責美術指導、圖形設定的工作。1991年，於GAINAX的原創OVA《御宅族錄影帶》負責人物設定之後，將事業轉往專注在漫畫創作上。而他的漫畫作品主要都在《月刊Afternoon》（講談社）發表。
此外，園田投入同人創作以來，對槍械有很深的造詣。還有，他承認受到《魯邦三世》的影響很深，此後也接受柴田昌弘、細野不二彥的漫畫風格。並在同人團體「VTOL」成立一段時間後，又受到安彥良和、宮崎駿的影響之下，其創作風格才逐漸定型。
除了投入創作之外，他也是1582年在熊本開業老舗和菓子店「老舗園田屋」現在的第19代店主。該店是以加藤清正出征萬曆朝鮮之役應急時製作的乾糧「朝鲜糖」作為看板商品而聞名。於睽違115年開發的新產品「檸檬飴」中，他更積極接著包裝圖示的繪製。所以，他出的同人誌系列商品之名稱就是取名來自家店裡的看板商品。

## 作品列表

### 漫畫

#### 連載
| 作品名稱（日文原名） | 發表雜誌／號                                | 出版社            | 冊數                            | 備註                                                                    |
| -------------------- | ------------------------------------------- | ----------------- | ------------------------------- | ----------------------------------------------------------------------- |
| Riding Bean （）     | 《AnimeV》 1988年9月號－1989年2月號         | 學研控股          |                                 | 於高橋昌也小說《CRASH CHASE》插圖內發表的繪製漫畫收錄 1989年發行同名OVA |
| 貓眼女槍手 （）      | 《月刊Afternoon》 1991年2月號－1997年6月號  | 講談社            | 全8冊（單行本） 全4冊（愛藏版） | 曾在1995年至1996年發行全3卷OVA                                          |
| 鋼砲勇士 （）        | 《月刊Afternoon》 1997年10月號－2004年7月號 | 講談社 東立出版社 | 全7冊                           | －                                                                      |
| 貓眼女槍手Burst （） | 《月刊Afternoon》 2004年9月號－2008年11月號 | 講談社            | 全5冊                           | 《貓眼女槍手》續篇                                                      |
| 魔法神槍手 （ブレット·ザ·ウィザード）      | 《月刊Afternoon》 2010年9月號－2013年2月號  | 講談社 東立出版社 | 全4冊                           | －                                                                      |

#### 短篇集
- 園田健一作品集「PRIVATES LIVE」（Movic（日语：ムービック）） ISBN 978-4-9439-6603-6
- 園田健一漫畫精選「PERIOD」（萬代）
- 園田健一初期作品集「FuseBox」（白夜書房） ISBN 978-4-8936-7197-4
- 園田健一初期短篇集（德間書店） ISBN 978-4-1995-0100-5

### 人物設定

#### 動畫
電視動畫
- 曙光少女（2005年－2006年，概念設定原案／槍、PROCEED戰鬥服設定）

OVA
- GALL FORCE（日语：ガルフォース）系列（1986年－1996年）[2]
- 吹泡糖危機（1987年－1991年）[2]
- Wanna-Be's（日语：ウォナビーズ）（1986年）[2]
- Riding Bean（日语：ガンスミスキャッツ#ライディングビーン）（1989年，原作、監修、分鏡、人物設定、機械設定）[2]
- 御宅族錄影帶（1991年）
- 亂跑大戰！基因組獎盃（日语：スクランブル・ウォーズ 突走れ!ゲノムトロフィーラリー）（1992年，人物設定）

電影動畫
- 王立宇宙軍 歐尼亞米斯之翼（1987年，美術指導、圖形設定）[2]

#### 遊戲
- SOL BIANCA（日语：SOL BIANCA）（1990年）
- 美少女雀士（日语：アイドル雀士スーチーパイ）系列（1993年－）
- EVA和愉快的夥伴們 脫衣補完計劃！（日语：新世紀エヴァンゲリオン エヴァと愉快な仲間たち#エヴァと愉快な仲間たち 脱衣補完計画!）（1999年，活動原畫）
- 中華雀士天和牌娘（日语：ちゅ〜かな雀士てんほー牌娘）

#### 其它
- 熊本菓子博2002（日语：全国菓子大博覧会）

### 畫冊
- 園田健一畫集I 美女ON（びじょん）－1990年4月10日初版發行（萬代） ISBN　978-4-8918-9481-8
- 園田健一畫集II GALLANT - 1990年8月30日初版發行（萬代） ISBN 978-4-8918-9105-3
- 園田健一作品集「Garden party（園遊會）」（萬代） ISBN 978-4-8918-9280-7
- 園田健一ARTWORKS 1983～1997
- 美少女雀士 ～Memorial～
- 美少女雀士 設定資料原畫集
- 美少女雀士2 設定資料原畫集

### 書籍插畫
- GALL FORCE（日语：ガルフォース）系列（KADOKAWA／角川書店）
  - GALL FORCE 赤紅惡魔的桑巴（著者：富田祐弘） ISBN 978-4-0416-6601-2
  - RHEA GALL FORCE 1 EXODUS（著者：柿沼秀樹） ISBN 978-4-0441-1001-7
  - GALL FORCE 地球章1 亞特蘭提斯計劃（著者：柿沼秀樹） ISBN 978-4-0441-1002-4
  - GALL FORCE 地球章2 復活的樹（著者：柿沼秀樹） ISBN 978-4-0441-1003-1
  - GALL FORCE 地球章3 前哨（著者：柿沼秀樹） ISBN 978-4-0441-1004-8
  - GALL FORCE 地球章4 THE LONGEST DAY（著者：柿沼秀樹） ISBN 978-4-0441-1005-5
- Queen's Gate 美少女雀士（日语：クイーンズゲイト）（2012年6月29日發行，HobbyJAPAN（日语：ホビージャパン）） ISBN 978-4-7986-0416-9

### 其它
- 1998年曾受航空自衛隊戰技競技會（日语：戦技競技会）活動的邀請，特別為第204飛行隊F-15J戰鬥機進行機身彩繪，而使用的彩繪插圖是由園田他所設計的女武神像。
- 於電影動畫《王立宇宙軍》的企劃期間，獨自負責作品企劃書內的機械設定作業。
- 1987年發行的MSX2機種電腦遊戲《Replicart（日语：レプリカート）》封面插圖由園田擔任。

## 外部連結
- 元祖園田屋@園田健一的X（前Twitter） （日語）（園田健一主宰同人團體的帳戶）